# Acronicta uniformis
Acronicta uniformis là một loài bướm đêm trong họ Noctuidae.